# Grissjön, Närke
Grissjön är en sjö i Askersunds kommun i Närke och ingår i Motala ströms huvudavrinningsområde. Sjön har en area på 0,18 kvadratkilometer och ligger 176 meter över havet.

## Delavrinningsområde
Grissjön ingår i det delavrinningsområde (653220-145660) som SMHI kallar för Utloppet av Multen. Medelhöjden är 142 meter över havet och ytan är 35,03 kvadratkilometer. Det finns ett avrinningsområde uppströms, och räknas det in blir den ackumulerade arean 48,61 kvadratkilometer. Skyllbergsån (Joxtorpsån) som avvattnar avrinningsområdet har biflödesordning 2, vilket innebär att vattnet flödar genom totalt 2 vattendrag innan det når havet efter 173 kilometer. Avrinningsområdet består mestadels av skog (78 procent). Avrinningsområdet har 1,21 kvadratkilometer vattenytor vilket ger det en sjöprocent på 3,5 procent.